# ジャスト (洗剤)
ジャストは、1970年代から1990年代まで発売されていた花王の洗濯用洗剤のブランドである。

## 商品概要・歴史
コンパクト化され計量スプーンの誕生により使用量を明確化したことで最大で60回洗えるようになった。

### 沿革
- 1970年代上旬、液体として発売。
- 1979年3月、改良。
- 1980年3月、「無りん ジャスト」粉末として発売。
- 1981年8月、「ジャスト ハンディタイプ」新発売。
- 1982年8月、「ジャスト ハンディタイプ」改良。
- 1991年6月、商品名を「ジャスト」に戻し、コンパクト洗剤として発売。
- 1994年9月、「ジャスト 5（ファイブ）」に改良。
- 1995年3月、「ジャスト 5（ファイブ）」改良。
- 1990年代下旬、発売終了。

## 歴代の商品
液体
- ジャスト
- ジャスト カラーガード
- ジャスト ハンディタイプ - 部分洗い用。内容液は上記「カラーガード」と同一なので、液を使い切ったら「カラーガード」より詰め替えが可能。

粉末
- 無りん ジャスト（大型洗剤）
- ジャスト（コンパクト洗剤）
- ジャスト5（ファイブ）

## 配合成分
- 漂白剤
- 酵素
- 非イオン界面活性剤

## キャッチフレーズ
- 1991年 - 1994年　「しっかり落としてスッキリ泡切れ」

## 歴代TV-CM出演タレント
- 竹下景子（1991年 - 1993年）